# Semnopithecus hector
Semnopithecus hector là một loài động vật có vú trong họ Cercopithecidae, bộ Linh trưởng. Loài này được Pocock mô tả năm 1928.
Loài này được liệt kê là loài sắp bị đe dọa, vì có lẽ không có nhiều hơn 10.000 cá thể trưởng thành và nó đang trải qua một sự suy giảm liên tục.
Đây là một trong một số loài Semnopithecus được đặt tên theo các nhân vật từ Iliad, cùng với Semnopithecus ajax và Semnopithecus pram. 

## Phân bố và sinh cảnh
Là loài bản địa miền bắc Ấn Độ, Bhutan và Nepal, và sinh sống ở chân đồi Himalaya từ vườn quốc gia Rajaji đến phía tây nam Bhutan. Loài này cũng sống trong khu rừng rụng lá ẩm ướt của đồi Siwalik đến rừng sồi, có độ cao từ 150 đến 1.600 m.

## Hình ảnh